# Isaac in America: A Journey with Isaac Bashevis Singer
Isaac in America: A Journey with Isaac Bashevis Singer è un documentario del 1987 diretto da Amram Nowak candidato al premio Oscar al miglior documentario.